# Kristina Jørgensen
Kristina Jørgensen (Horsens, 17 de enero de 1998) es una jugadora de balonmano danesa que juega de lateral izquierdo en el Metz Handball. Es internacional con la selección femenina de balonmano de Dinamarca.
Su primer gran campeonato con la selección fue el Campeonato Mundial de Balonmano Femenino de 2017.

## Palmarés

### Selección danesa
| Juegos Olímpicos   | Juegos Olímpicos                            | Juegos Olímpicos  | Juegos Olímpicos |
| Año                | Lugar                                       | Medalla           |                  |
| ------------------ | ------------------------------------------- | ----------------- | ---------------- |
| 2024               | París                                       | Medalla de bronce |                  |
| Campeonato Mundial |                                             |                   |                  |
| Año                | Lugar                                       | Medalla           |                  |
| 2021               | España                                      | Medalla de bronce |                  |
| Campeonato Europeo |                                             |                   |                  |
| Año                | Lugar                                       | Medalla           |                  |
| 2022               | Eslovenia, Macedonia del Norte y Montenegro | Medalla de plata  |                  |

### Metz Handball
- Liga de Francia de balonmano femenino (1): 2023
- Copa de Francia de balonmano femenino (1): 2023

### Győri ETO KC
- Champions League (1): 2025[3]

## Clubes
| Club                 | País      | Año         |
| -------------------- | --------- | ----------- |
| Skanderborg Håndbold | Dinamarca | 2016 - 2017 |
| Viborg HK            | Dinamarca | 2017 - 2022 |
| Metz Handball        | Francia   | 2022 - 2024 |
| Győri ETO KC         | Hungría   | 2024 - Act. |